# Timberjack
Timberjack è un film del 1955 diretto da Joseph Kane.
È un film western statunitense con Sterling Hayden, Vera Ralston e David Brian. È basato sul romanzo del 1953  Timberjack di Dan Cushman.

## Produzione
Il film, diretto da Joseph Kane su una sceneggiatura di Allen Rivkin e un soggetto di Dan Cushman (autore del romanzo), fu prodotto dallo stesso Kane per la Republic Pictures e girato nel Montana (nel Glacier National Park, a Polson e a Wester) dal 7 settembre all'inizio di ottobre 1954.

## Colonna sonora
- THE TAMBOURINE WALTZ - parole di Paul Francis Webster, musica di Hoagy Carmichael, arrangiamento di Van Alexander
- WHAT EV'RY YOUNG GIRL SHOULD KNOW - parole di Paul Francis Webster, musica di Hoagy Carmichael
- HE'S DEAD BUT HE WON'T LIE DOWN - parole di Johnny Mercer, musica di Hoagy Carmichael
- TIMBERJACK - parole di Ned Washington, musica di Victor Young
- MY DOG - musica e parole di Hoagy Carmichael
- Wedding March - musica di Felix Mendelssohn-Bartholdy

## Distribuzione
Il film fu distribuito negli Stati Uniti dal 18 febbraio 1955 (première a Missoula il 4 febbraio) al cinema dalla Republic Pictures.
Altre distribuzioni:
- in Giappone il 14 giugno 1955
- in Danimarca il 28 novembre 1955 (Duel i ødemarken)
- in Belgio il 20 gennaio 1956 (De wet der sterkste)
- in Finlandia il 10 febbraio 1956 (Suurten metsien laki)
- in Germania Ovest il 10 aprile 1956 (Der Rächer vom Silbersee)
- in Francia il 27 aprile 1956 (La loi du plus fort)
- in Svezia il 14 maggio 1956 (De stora skogarnas folk)
- in Portogallo il 22 giugno 1956 (Os Tiranos Também Morrem)
- in Austria nel settembre del 1956 (Der Rächer vom Silbersee)
- in Brasile (Os Tiranos Também Morrem)
- in Spagna (Titanes de la montaña)

## Critica
Secondo il Morandini il film è un "dramma boschivo convenzionale, popolato di personaggi tradizionali".

## Promozione
Le tagline sono:
- Filmed in Western Montana in Breathtaking TRUCOLOR BY CONSOLIDATED
- LUSTY...ROUSING...ROBUST ADVENTURE!